# István Csizmadia
István Csizmadia, född 16 december 1944 i Budapest, är en ungersk före detta kanotist.
Csizmadia blev olympisk bronsmedaljör i K-4 1000 meter vid sommarspelen 1968 i Mexico City.